# Źródło Marii
Źródło Marii (česky Mariino zřídlo) je potok a pravostranný přítok řeky Kacza v Gdyni v Pomořském vojvodství, který patří do úmoří Baltského moře.

## Popis toku
Źródło Marii pramení v mokřadu Kocie Łąki (Zarosłe Łąki) v jižní části Trojměstského krajinného parku (Trójmiejski Park Krajobrazowy) v gdyňské čtvrti Wielki Kack. Nejprve teče severním směrem a potom se stáčí severovýchodním směrem do mokřadu Krowie Bagno (Zarosłe Łąki) a následně opět severním směrem a protéká propustkem pod železniční tratí a opouští Trojměstský krajinný park. Pak se do něj zleva vlévá bezejmenný potok poblíže kapličky Źródło Marii, potok podtéká rychlostní silnici S6 a teče pod západním svahem Lisie Góry s výškou 139 m n. m. Potom potok protéká obydlenou částí čtvrti Wielki Kack, na pravém břehu míjí kostel (Kościół św. Wawrzyńca w Gdyni), podtéká silnice na ulicích Wielkopolska a Chwaszczyńska a vtéká do gdyňské čtvrti Karwiny, kterou propustkem pod železniční tratí opouští. Tok pokračuje v gdyňské čtvrti Mały Kack, kde vstupuje do severní části Trojměstského krajinného parku, míjí retenční nádrž Krykulec, vstupuje do přírodní rezervace Rezerwat przyrody Kacze Łęgi a vlévá se zprava do řeky Kacza.

## Další informace
Kolem vodního toku vedou turistické stezky a cyklostezky.

## Galerie

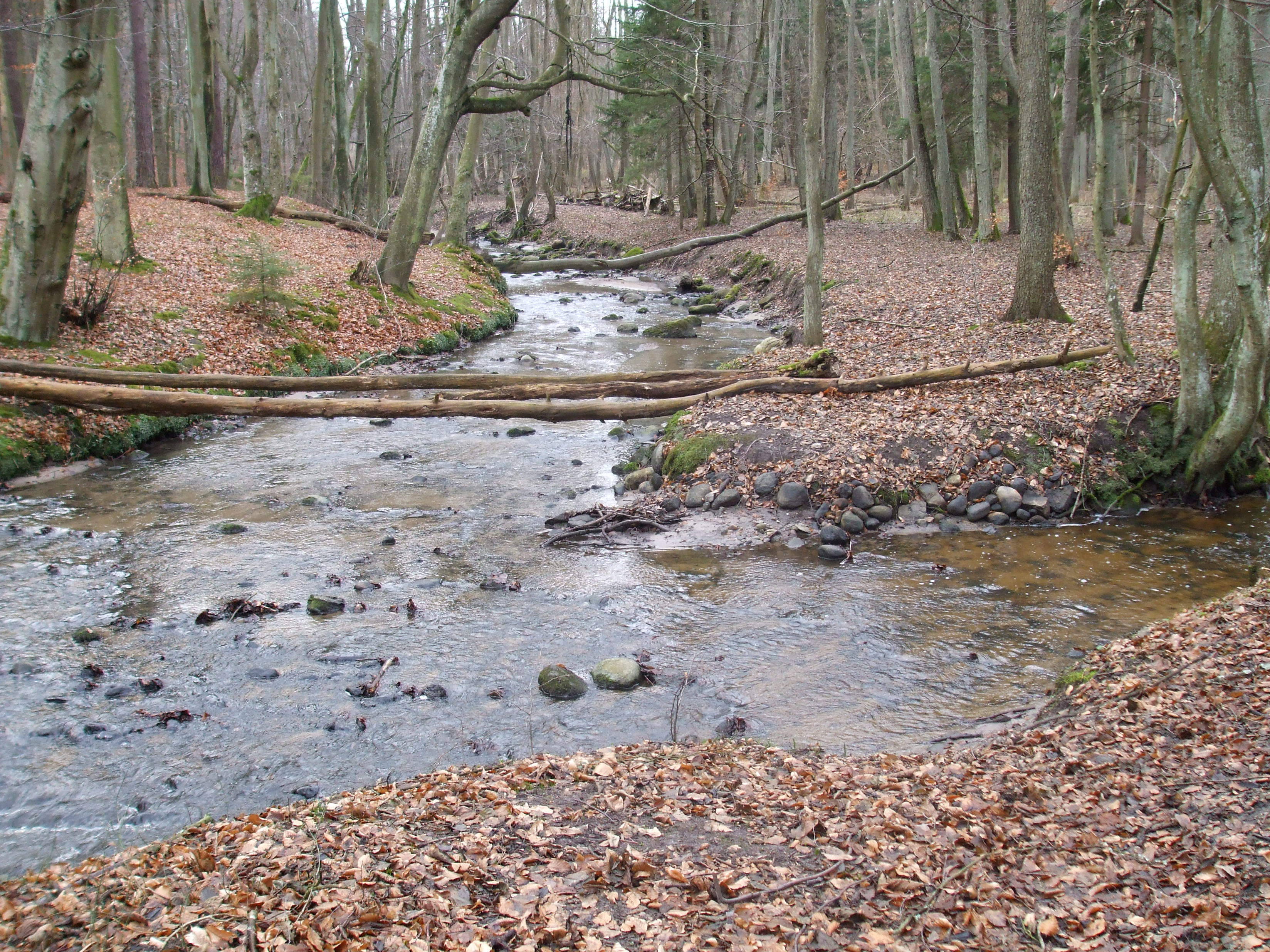
Soutok potoka s řekou Kacza